# ميتش هيدبيرغ
ميتشيل لي «ميتش» هيدبيرغ (بالإنجليزية: Mitch Hedberg)، (مواليد؛ 29 مايو، 1975، وفاة؛ 30 مارس، 2005) كوميدي أمريكي. اشتهر بأداءه الستاند-أب كوميدي.

## نشأته
ولد هيدبيرغ في 24 فبراير، 1968، في سانت بول، مينيسوتا، والدته ماري ووالده آرني هيدبيرغ، ارتاد وتخرج من مدرسة هاردينغ الثانوية في سانت بول.

## حياته الشخصية
تزوج هيدبيرغ بالفنانة الكوميدية الكندية لين شاكروفت في عام 1999 حتى وفاته عام 2005. عُرِفَ هيدبيرغ بتعاطيه المخدرات، في مايو 2003، اعتقل هيدبيرغ لحيازته على المخدرات (هيروين) في مدينة أستن، تكساس.

## وفاته
في 30 مارس، 2005، عثر على هيدبيرغ ميتاُ في غرفته، في فندق في ليفينغستون، نيو جيرسي. كان في 37 من العمر، وسبب وفاته كان جرعة زائدة من المخدرات (كوكائيين، هيروين). في 1 أبريل، 2005، أعلن رسمياً عن وفاته واقيمت جنازته في كنيسة سانت أمبروز في مينيسوتا.

## وصلات خارجية
- ميتش هيدبيرغ على موقع IMDb (الإنجليزية)
- ميتش هيدبيرغ على موقع ألو سيني (الفرنسية)
- ميتش هيدبيرغ على موقع ميوزك برينز (الإنجليزية)
- ميتش هيدبيرغ على موقع ميوزك برينز (الإنجليزية)
- ميتش هيدبيرغ على موقع أول موفي (الإنجليزية)
- ميتش هيدبيرغ على موقع إن إن دي بي (الإنجليزية)
- ميتش هيدبيرغ على موقع أول ميوزيك (الإنجليزية)
- ميتش هيدبيرغ على موقع ديسكوغز (الإنجليزية)
- ميتش هيدبيرغ على موقع قاعدة بيانات الفيلم (الإنجليزية)
- ميتش هيدبيرغ على موقع كينوبويسك (الروسية)